# Дерепа, Сергей Павлович
Сергей Павлович Дерепа (22 сентября 1955 — 26 января 2019) — украинский журналист и спортивный комментатор, заслуженный журналист Украины, лауреат награды «Золотой микрофон» (2002),

## Биография
Сергей Дерепа родился в 1955 году.
В детстве он увлекался футболом и занимался в спецгруппе киевского «Динамо» (тренер Евгений Котельников).
Образование получил на русском отделении филологического факультета Киевского государственного университета имени Т. Г. Шевченко.
Потом стал сотрудником отдела новостей Украинского радио, где отработал два с половиной года.
В 1980 году на республиканском телевидении появилось одно вакантное место. Как рассказывал Сергей Дерепа, он пришёл на собеседование к главному редактору и его приняли на работу. Он начал работать в спортивной редакции с 1 февраля 1980 года. Работал над материалами для информационных передач, что, по его словам, давало возможность для профессионального роста. Комментаторскую работу начал с Летних Олимпийских игр 1980 года в Москве .
Сергей Дерепа комментировал футбольные матчи и другие спортивные события на УТ-1 (теперь — UA: Первый). Также он комментировал хоккейные, баскетбольные матчи, соревнования по регби, тяжелой атлетике, а также Олимпийские игры. Он работал спортивным комментатором около 30 лет.
За свою деятельность был награждён знаком «Золотой микрофон» в 2002 году, наградой Федерации футбола Украины «За весомый вклад в развитие украинского футбола», которую получил первым среди украинских спортивных комментаторов, а также был почётным работником национального телевидения Украины.
В последние годы жизни Сергей Дерепа болел.
Умер Сергей Дерепа 26 января 2019 года в возрасте 63 лет. По словам его друга, Валентина Щербачёва, у него оторвался тромб. Прощание состоялось 29 января 2019 года.

## Награды и звания
- Заслуженный журналист Украины
- «Золотой микрофон» (2002)[3]
- отличие Федерации футбола Украины «За весомый вклад в развитие украинского футбола»
- Почетный работник национального телевидения Украины